# マーリヤ・ロックス
マーリヤ・ロックス（Maarja Roxx、旧姓マーリヤ・キビ、1986年1月18日 - ）は、エストニアの歌手で、バニラ・ニンジャの元メンバー。現在はロサンゼルス在住。身長165cm。

## 来歴
マーリヤはタリン出身。バニラ・ニンジャには2003年に加入したが2004年に妊娠を理由に脱退。現在はバニラ・ニンジャの元プロデューサーを夫に持ち、2人の子供がいる。

## ディスコグラフィ

### アルバム
- Payback Time (2008年)
- Land of Dreams  (2015年) ※EP